# Sandáraca

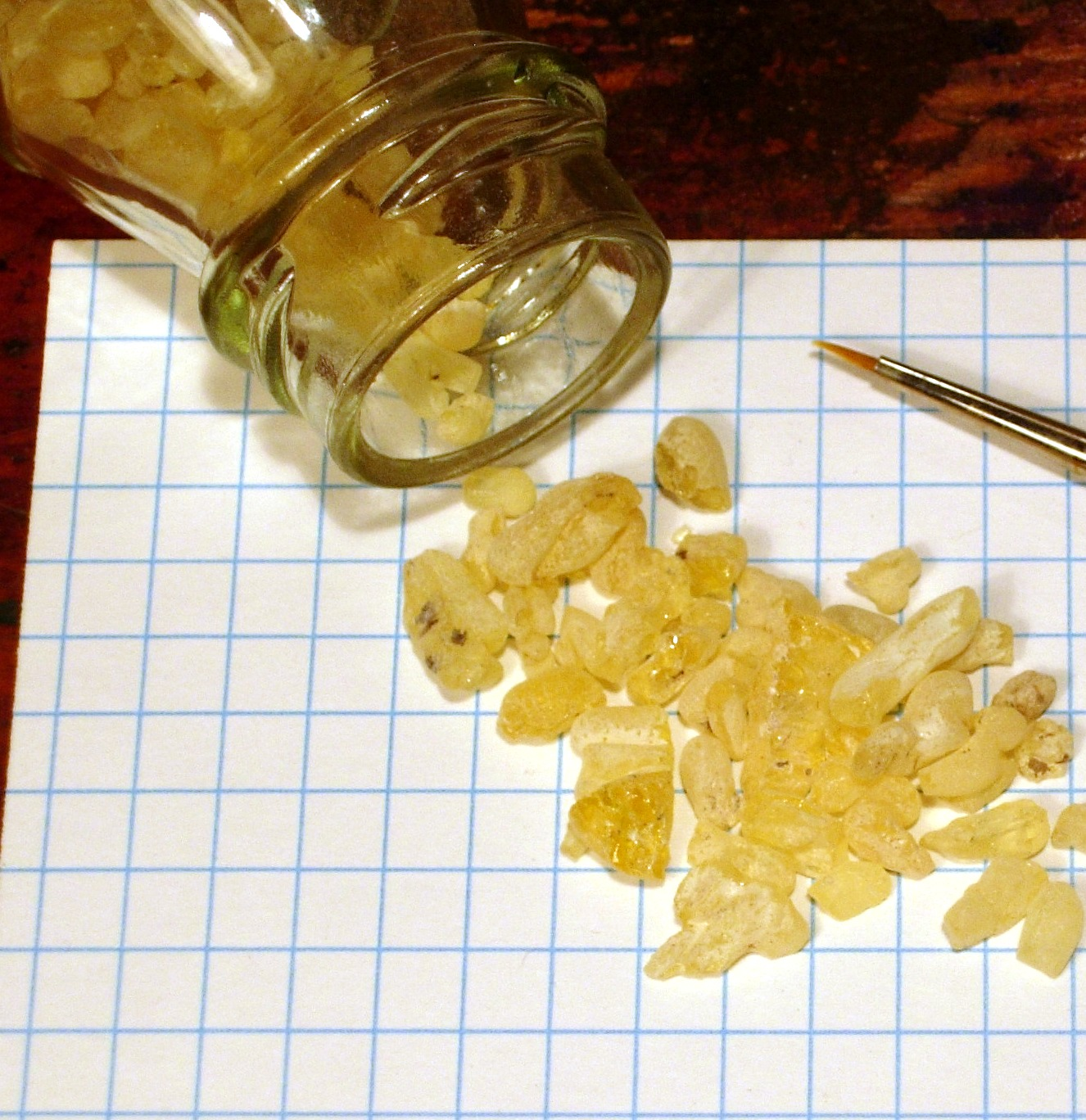
Lágrimas de sandáraca

La sandáraca (del griego σανδαράκη = rejalgar) es una resina amarillenta que se obtiene del enebro, del araar y de otras cupresáceas. 
La resina es un exudado natural del árbol, pero se estimula su producción realizando incisiones en las cortezas. Se comercializa en forma de pequeñas bolas o lágrimas. Es ligeramente más duro que el mástique.
Se ha empleado como sahumerio y como medicamento, por ejemplo en Arabia y Persia para la diarrea. También se utiliza espolvoreada sobre papel o vitela para hacer caligrafía sobre ellos, si es que por su calidad provocan que la tinta se sangre. De la sandáraca se obtiene una resina semejante de otros cipreses en China y en Australia a partir de especies del género Callitris. En la actualidad se sigue empleando para fabricar barnices de calidad y se usa en polvo con el nombre de grasilla.